# Мертенс, Элизе
Элизе Мертенс (нидерл. Elise Mertens; род. 17 ноября 1995, Лёвен, Бельгия) — бельгийская теннисистка, бывшая первая ракетка мира в парном рейтинге; победительница пяти турниров Большого шлема в парном разряде (Открытый чемпионат США-2019, Открытый чемпионат Австралии-2021, Уимблдонский турнир-2021, 2025 Открытый чемпионат Австралии-2024); финалистка двух турниров Большого шлема в парном разряде (Уимблдон-2022, 2023); полуфиналистка одного турнира Большого шлема в одиночном разряде (Открытый чемпионат Австралии-2018); победительница одного Итогового турнира WTA в парном разряде (2022); победительница 32 турниров WTA (из них десять в одиночном разряде).

## Общая информация
Элизе — одна из двух дочерей Гуидо Мертенса и Лилианы Барбе; её сестру зовут Лорен. Мать семейства долгое время работала школьной учительницей, а отец был задействован в продажах мебели.
Бельгийка в теннисе с четырёх лет; любимое покрытие — трава, лучший удар — подача.

## Спортивная карьера

### Начало карьеры
Юниорские годы
Мертенс активно играла международные соревнования на всех уровнях юниорского тенниса, показывая неплохие результаты на второстепенных турнирах. Пик выступлений в старшем туре пришёлся на 2012—2013 годы, когда Элизе сыграла в полуфинале чемпионата Европы и дважды выходила в четвертьфинал турниров Большого шлема в одиночном разряде. В парном разряде в этот период на её счету титул на крупном турнире в Мексике и полуфинал Открытого чемпионата США. Пик рейтинга пришёлся на апрель 2013 года, когда бельгийка поднялась на седьмую строчку классификации.
Начало взрослой карьеры
Выступления во взрослом туре стартовали в 2010 году: Мертенс сыграла серию соревнований на родине, а через год впервые выбралась в зарубежье. Набираясь опыта, Элизе к 2013 году смогла начать выигрывать первые титулы, отметившись серией побед на 10-тысячниках в Египте. Постепенно улучшая стабильность своих выступлений Элизе покоряет и новые вершины: в 2014 году выигран первый 25-тысячник в одиночках и парах. В апреле 2015 года бельгийка дебютировала в основных соревнованиях WTA-туре, сыграв в парной сетке турнира в Боготе. В июне она впервые смогла сыграть в квалификации турнира Большого шлема: на Уимблдоне она остановилась в одной победе от места в основе. До конца года Мертенс смогла закрепить своё место в топ-200, отметившись одним титулом в одиночках и двумя в парах на 50-тысячниках в Мексике.
В начале 2016 года Мертенс смогла выиграть первый титул WTA в парном разряде, став победительницей турнира в Окленде в паре с Ан-Софи Местах. В июне Элизе через квалификацию попала на свой первый турнир WTA в основе в одиночном разряде (в Хертогенбосе и смогла показать там неплохой результат, выиграв два матча и пройдя в четвертьфинал. Также через квалификацию она смогла попасть в том сезоне на дебютный Большой шлем, сыграв на Открытом чемпионате США. В одиночном разряде она уже поднялась в первую половину второй сотни по итогам сезона, а в парах и вовсе вошла в топ-100 и смогла победить под конец сезона на турнире младшей серии WTA 125 в Лиможе в дуэте с Мэнди Минеллой.

### 2017—2018 (попадание в топ-20 и полуфинал в Австралии)
В январе 2017 года Мертенс смогла выиграть свой первый турнир WTA в одиночном разряде. На соревнованиях в Хобарте она начала свои выступления с квалификации и дошла до финала, где уверенно обыграла Монику Никулеску со счётом 6-3, 6-1. Этот результат позволил бельгийке войти в первую сотню одиночного рейтинга. В феврале и апреле Элизе сыграла первый матчи за национальную команду в Кубке Федерации: четыре её победы в играх с соперницами из Румынии и России вывели бельгиек в четвертьфинал турнира. В апреле она также сыграла в четвертьфинале на турнире в Биле, а затем дошла до обоих финалов (в одиночках и парах) на турнире в Стамбуле. На Открытом чемпионате Франции она выиграла первые матчи Большого шлема в основной сетке и прошла по итогу в третий раунд.
Из результатов в июле 2017 года следует отметить выход в парный финал турнира в Бухаресте в альянсе с Деми Схюрс, а также полуфинал в Бостаде в одиночном разряде. Ещё один полуфинал она сыграла в августе в Нью-Хейвене. В сентябре с Деми Схюрс она выиграла парный трофей на турнире в Гуанчжоу. На турнире в Пекине Мертенс впервые обыграла действующего игрока первой десятки рейтинга, справившись с Доминикой Цибулковой. До конца сезона Мертенс вышла в ещё один полуфинал на турнире в Люксембурге, закрепившись в рейтинге на 35-й строчке.
На старте 2018 года Мертенс была заиграна за команду Бельгии в Кубке Хопмана. Затем она смогды сделать победный дубль на турнире в Хобарте. В одиночном разряде она защитила свой прошлогодний титул, обыграв в финальном матче Михаэлу Бузарнеску — 6-1, 4-6, 6-3. В парах она оказалась сильнее всех в команде с Деми Схюрс. Вслед за этим успехом на Открытом чемпионате Австралии Мертенс дошла до полуфинала, где проиграла Каролине Возняцки из Дании. Это стало её лучшим выступлением на турнирах серии Большого шлема. В четвертьфинале она смогла переиграть № 4 в мире Элину Свитолину. Успех в Австралии позволил Элизе войти в топ-20 мирового рейтинга. В апреле она выиграла в одиночках и парах грунтовый турнир в Лугано. Зачем ещё одну победу в одиночном разряде она одержала в начале мая на турнире в Рабате. На кортах Ролан Гаррос бельгийка прошла в стадию четвёртого раунда.
В июне 2018 года в дуэте с Деми Схюрс бельгийка выиграла парный приз турнира на траве в Хертогенбосе. На Уимблдоне она впервые вышла в третий раунд. Подготовку к Большому шлему в США Элизе начала с выхода в полуфинал турнира в Сан-Хосе. Затем она дошла до четвертьфинала турнира премьер-серии 5 в Монреале. На аналогичном по рангу турнире в Цинциннати Мертенс смогла обыграть в третьем раунде № 3 в мире Слоан Стивенс и также выйти в 1/4 финала. В Цинциннати она смогла ещё и выйти в парный финал в альянсе с Деми Схюрс. Открытый чемпионат США завершился для бельгийки в четвёртом раунде, где у неё взяла реванш за недавнее поражение американка Стивенс. В парном разряде Мертенс и Схюрс смогли выйти в четвертьфинал. В сентябре пара Мертенс и Схюрс победила на турнире серии премьер 5 в Ухане. Успехи 2018 года помогли Элизе закончить сезон на 13-м месте в одиночном рейтинге WTA и на 11-м в парном.

### 2019—2021 (три парных титула на Больших шлемах и № 1 в мире в парном рейтинге)
В январе 2019 года Мертенс отметилась четвертьфиналом в Сиднее и третьим раундом австралийского чемпионата. 16 февраля 2019 года выиграла турнир категории премьер в Дохе, последовательно переиграв трёх игроков топ-10 (включая Симону Халеп в финале — 3-6, 6-4, 6-3. В марте на турнирах высшей категории премьер в Индиан-Уэлсе и Майами бельгийка смогла достичь успеха в парном разряде, дважды став чемпионкой в партнёрстве с Ариной Соболенко.
В грунтовой части сезона лучшим результатом Мертенс стал четвертьфинал в Рабате. На Открытом чемпионате Франции её результатами стали выход в третий раунд в одиночках и четвертьфинал в парном разряде (с Ариной Соболенко). В июне она вышла в четвертьфинал небольшого турнира на Мальорке, а в июле на Уимблдоне отметилась четвёртым раундом в одиночном разряде и четвертьфиналом в дуэте с Соболенко в парах. После Уимблдона Мертенс смогла в парном разряде подняться уже на 4-е место рейтинга.
На Открытом чемпионате США 2019 года впервые в одиночном разряде вышла в четвертьфинал, где проиграла канадке Бьянке Андрееску в трёх сетах. А в парном разряде её ждал успех. Мертенс и Соболенко смогли выиграть свой первый в карьере титул на Большых шлемах, обыграв в финале пару Виктория Азаренко и Эшли Барти. Титул в Нью-Йорке позволил бельгийской спортсменке подняться на второе место парного рейтинга.
| Стадия  | Соперницы (посев)                    | Рейтинг     | Счёт        |
| 1 раунд | Анна Блинкова Ван Яфань              | 66 / 76     | 6-3 6-4     |
| 2 раунд | Каролина Мухова Джил Тайхман         | 1 183 / 460 | 7-6(1) 6-3  |
| 3 раунд | Виктория Голубич Сара Соррибес Тормо | 251 / 69    | 6-3 7-5     |
| 1/4     | Дуань Инъин Чжэн Сайсай (12)         | 25 / 28     | 6-4 6-3     |
| 1/2     | Кэролайн Доулхайд Ваня Кинг (PR)     | 114 / 198   | 4-6 6-3 6-4 |
| Финал   | Виктория Азаренко Эшли Барти (8)     | 26 / 9      | 7-5 7-5     |

В осенней части сезона 2019 года лучшим достижением в одиночках стал полуфинал на турнире в Токио, а в парном разряде финал совместно с Соболенко в Ухане. Хорошие результаты позволили участвовать на итоговых турнирах. В одиночном разряде Мертенс, входившая в топ-20, сыграла на малом итоговом турнире — Трофей элиты WTA, где не смогла пройти групповой этап. В парном же разряде она в дуэте с Соболенко выступила на главном Итоговом турнире, однако их пара также не смогла преодолеть групповой этап.
2020 год Мертенс начала с двух четвертьфиналов на турнирах серии WTA 250. На Открытом чемпионате Австралии дошла до четвёртого круга, где проиграла Симоне Халеп. В парном разряде с Соболенко она вышла в 1/4 финала. После паузы в сезоне Мертенс смогла в августе выйти в финал грунтового турнира в Праге, проиграв в нём Симоне Халеп. На перенесенном в Нью-Йорк из Цинциннати из-за пандемии турнире WTA 1000 ей удалось достичь полуфинала. Далее на Открытом чемпионате США Мертенс вышла в четвертьфинал, обыграв в четвёртом раунде № 4 в мире Софию Кенин (6-3, 6-3). В борьбе за выход в полуфинал она разгромно проиграла Виктории Азаренко (1-6, 0-6). В парном разряде с Соболенко был достигнут также четвертьфинал.
В перенесенном на осень 2020 года турнире в Риме Мертенс вышла в четвертьфинал, а на Ролан Гаррос вышла в третий раунд. В октябре в парном разряде взяла 10-й титул WTA в карьере, на турнире в Остраве в партнёрстве с Соболенко. На последнем в сезоне турнире в Линце Мертенс вышла в одиночный финал, проиграв в нём Арине Соболенко (5-7, 2-6).
Сезон 2021 года Мертенс начала с победы на турнире WTA 500 в Мельбурне. В финале она в двух сетах расправилась с соперницей из Эстонии Кайей Канепи, а по ходу турнира обыграла, в том числе, украинку Элину Свитолину и француженку Каролину Гарсию. На Открытом чемпионате Австралии её результатом стал четвёртый раунд, а в парном разряде смогла достичь успеха. В паре с Ариной Соболенко они выиграли свой второй совместный Большой шлем. Этот триумф позволил бельгийской теннисистке вернуться на вторую строчку парного рейтинга.
| Стадия  | Соперницы (посев)                        | Рейтинг  | Счёт           |
| 1 раунд | Алисон ван Эйтванк Корнелия Листер       | 104 / 78 | 3-6 7-5 6-4    |
| 2 раунд | Эшли Барти Дженнифер Брэди               | 15 / 60  | Без игры       |
| 3 раунд | Вера Звонарёва Лаура Зигемунд (16)       | 37 / 36  | 6-3 6-7(5) 6-2 |
| 1/4     | Сюко Аояма Эна Сибахара (7)              | 14 / 18  | 6-2 6-0        |
| 1/2     | Николь Мелихар Деми Схюрс (4)            | 11 / 12  | 7-5 6-4        |
| Финал   | Барбора Крейчикова Катерина Синякова (3) | 7 / 8    | 6-2 6-3        |

В марте 2021 года Мертенс вышла в полуфинал турнира в Дубае. В апреле она удачно сыграла на турнире в Стамбуле. В одиночном разряде бельгийка смогла выйти в финал, в котором проиграла румынке Соране Кырстя, а в парном разряде смогла выиграть главный приз в дуэте с россиянкой Вероникой Кудерметовой. В мае на турнире WTA 1000 в Мадриде Мертенс в третьем раунде смогла обыграть № 3 в мире Симону Халеп (4-6, 7-5, 7-5), но в четвертьфинале не смогла доиграть матч против № 5 в мире Арины Соболенко. 10 мая 2021 года Мертенс впервые в карьере смогла возглавить мировой парный рейтинг, но её лидерство продлилось неделю. На Открытом чемпионате Франции Мертенс доиграла до третьего раунда в обоих разрядах.
На Уимблдоне 2021 года в одиночках также был оформлен выход в третий раунд, зато в парном разряде смогла достичь успеха и выиграть свой третий парный шлем в карьере. Её новой партнёршей стала Се Шувэй, которая до этого дважды выигрывала Уимблдон. Их команда в решающем матче в трудной борьбе переиграла россиянок Елену Веснину и Веронику Кудерметову, взяв последний сет при счёте 9-7. Успех на Уимблдоне позволил Мертенс вновь возглавить парный рейтинг.
| Стадия  | Соперницы (посев)                       | Рейтинг   | Счёт        |
| 1 раунд | Галина Воскобоева Виталия Дьяченко (PR) | 205 / 512 | 7-5 6-2     |
| 2 раунд | Виктория Голубич Мисаки Дои             | 121 / 81  | 6-1 5-7 6-0 |
| 3 раунд | Эйжа Мухаммад Джессика Пегула (14)      | 36 / 54   | 7-5 6-3     |
| 1/4     | Александра Крунич Нина Стоянович        | 57 / 55   | 6-1 6-3     |
| 1/2     | Сюко Аояма Эна Сибахара (5)             | 13 / 13   | 6-4 1-6 6-3 |
| Финал   | Елена Веснина Вероника Кудерметова (PR) | 139 / 24  | 3-6 7-5 9-7 |

Летом 2021 года Мертенс впервые сыграла на Олимпийских играх, которые проводились в Токио, но она проиграла в первом же раунде в обоих разрядах. После Олимпиады ей удалось на турнире в Сан-Хосе выйти в полуфинал. На Открытом чемпионате США Мертенс вышла в четвёртый раунд, где проиграла Соболенко, а в парном разряде с Се Шувэй доиграла до 1/4 финала. В октябре они выиграли парный приз перенесённого на осень турнира серии WTA 1000 в Индиан-Уэлсе. На Итоговом турнире они смогли выйти в финал, где проиграли Барборе Крейчиковой и Катерине Синяковой (3-6, 4-6). На протяжении сезона Мертенс периодически возглавляла парный рейтинг, но в концовке упустила первую позицию и заняла итоговую четвёртую строчку парного рейтинга.

### 2022—2024 (парный титул в Австралии)
В 2022 году партнёршей Мертенс по парным выступлениям стала россиянка Вероника Кудерметова. В январе они вышли в полуфинал на Открытом чемпионате Австралии, где в одиночном разряде Мертенс вышла в четвёртый раунд. На турнире в Дубае Кудерметова и Мертенс смогли взять первый в сезоне титул, а на турнире серии WTA 1000 в Дохе доиграли до финала. На крупном турнире в Майами совместно с Кудерметовой вышла в финал, в котором они проиграли Вере Звонарёвой и Лауре Зигемунд. На Открытом чемпионате Франции Мертенс смогла доиграть до четвёртого раунда. 6 июня она вернулась на вершину парного рейтинга.
На траве в Хертогенбосе в июне 2022 года Кудерметова и Мертенс вышли в финал. Затем на турнире в Бирмингеме с Чжан Шуай удалось также пробиться в финал, с которого их пара снялась. Далее Мертенс и Чжан сыграли вместе в парном розыгрыше Уимблдона и смогли выйти в финал, где в борьбе за трофей проиграли чешскому дуэту Барбора Крейчикова и Катерина Синякова (2-6, 4-6). В одиночном разряде на Уимблдоне Мертенс смогла выйти в четвёртый раунд. В августе она покинула первую строчку парного рейтинга. В октябре удалось выиграть одиночный титул на грунте в Монастире (Тунис), где в решающей встрече была обыграна Ализе Корне (6-2, 6-0).
В ноябре Мертенс сыграла на Итоговом турнире. В паре с Вероникой Кудерметовой на групповом этапе были обыграны Людмила Киченок и Елена Остапенко, Анна Данилина и Беатрис Хаддад Майя, Габриэла Дабровски и Гильяна Ольмос. Выйдя в плей-офф с первого места они попали на пару Дезире Кравчик и Деми Схюрс и разгромили их со счётом 6-1, 6-1. В финале Кудерметова и Мертенс одержали победу над первой сеянной парой Барбора Крейчикова и Катерина Синякова со счётом 6-2, 4-6, [11-9].
Открытый чемпионат Австралии 2023 года завершился для Мертенс в третьем раунде в одиночках и в 1/4 финала в парах. В начале марта она смогла дойти до полуфинала турнира в Монтеррее. На крупном турнире в Майами во втором раунде Мертенс переиграла № 8 в мире на тот момент Дарью Касаткину и вышла в четвёртый раунд. Основной партнёршей по парным выступлениям в 2023 году стала австралийка Сторм Хантер и в мае они победили на турнире WTA 1000 в Риме. На Ролан Гаррос Мертенс смогла выбить с турнира третью ракетку мира Джессику Пегулу (6-1, 6-3) в третьем раунде, но в четвёртом проиграла Анастасии Павлюченковой.
На Уимблдонском турнире 2023 года Мертенс второй раз подряд добралась до финала, на этот раз в альянсе со Сторм Хантер, но вновь проиграла титульный матч — Барборе Стрыцовой и Се Шувэй — 5-7, 4-6. В сентябре пара Мертенс и Хантер смогла победить на турнире WTA 1000 в Гвадалахаре. После этой победы Мертенс на четыре недели вернула себе звание первой ракетки мира в парном теннисе. В октябре получилось победить и в одиночном разряде. Мертенс защитила свой прошлогодний титул в Монастире, переиграв в финале первую сеянную Жасмин Паолини (6-3, 6-0). На Итоговом турнире в парном разряде Мертенс и Хантер смогли дойти до полуфинала. Мертенс завершила сезон в топ-30 в одиночках и на второй строчке в парном рейтинге.
В начале 2024 года Мертенс вышла в финал турнира в Хобарте, в котором проиграла американке Эмме Наварро. В этом сезоне она возобновила сотрудничество в парном разряде с Се Шувэй и уже на Открытом чемпионате Австралии они добились успеха, выиграл титул. Для Мертенс это вторая победа на Большом шлеме в Австралии (до это в 2021 году с Соболенко) и четвёртый парный титул в этой престижной серии. Победа в Австралии позволила Мертенс вновь стать первой ракеткой мира в парном разряде.
| Стадия  | Соперницы (посев)                    | Рейтинг  | Счёт        |
| 1 раунд | Янина Викмайер Грет Миннен           | 76 / 45  | 6-2 6-1     |
| 2 раунд | Дарья Сэвилл Айла Томлянович (WC)    | 131 / -  | 6-1 6-1     |
| 3 раунд | Жасмин Паолини Сара Эррани           | 97 / 128 | 3-6 6-3 7-5 |
| 1/4     | Луиза Стефани Деми Схюрс (9)         | 20 / 18  | 6-4 6-2     |
| 1/2     | Катерина Синякова Сторм Хантер (3)   | 13 / 1   | 7-5 1-6 6-3 |
| Финал   | Людмила Киченок Елена Остапенко (11) | 27 / 29  | 6-1 7-5     |

Мертенс возглавляла парный рейтинг до 18 марта 2024 года, пропустив в период свою партнёршу по этому сезону Се Шувэй. Произошло это после их совместной победы на турнире серии WTA 1000 в Индиан-Уэлсе. Мертенс в 2024 году ещё четыре недели подряд была первой ракеткой мира в парах, начиная с 10 июня. Перед Уимблдоном Мертенс и Се выиграли парный трофей на траве в Бирмингеме. На самом Уимблдоне они смогли доиграть до полуфинала. В одиночном разряде на Больших шлемах в 2024 году Мертенс лучше всего сыграла на Открытом чемпионате США, пройдя в четвёртый раунд. В паре с Се Шувэй она сыграла в конце года на Итоговом турнире, но их дуэт не смог выйти из группы.

## Итоговое место в рейтинге WTA по годам
| Год  | Одиночный рейтинг | Парный рейтинг |
| 2024 | 34                | 9              |
| 2023 | 29                | 2              |
| 2022 | 29                | 5              |
| 2021 | 21                | 4              |
| 2020 | 20                | 6              |
| 2019 | 17                | 6              |
| 2018 | 13                | 11             |
| 2017 | 35                | 41             |
| 2016 | 120               | 79             |
| 2015 | 157               | 134            |
| 2014 | 264               | 259            |
| 2013 | 577               | 725            |

## Выступления на турнирах

### Финалы турнировWTAв одиночном разряде (16)

#### Победы (10)
| Легенда:                                     |
| -------------------------------------------- |
| Турниры Большого шлема (0+5)*                |
| Олимпиада (0)                                |
| Итоговый турнир WTA (0+1)                    |
| Premier Mandatory / WTA 1000 Mandatory (0+4) |
| Premier 5 / WTA 1000 (0+3)                   |
| Premier / WTA 500 (2+2)                      |
| International / WTA 250 (8+8)                |

| Титулы по покрытиям | Титулы по месту проведения матчей турнира |
| ------------------- | ----------------------------------------- |
| Хард (7+15)*        | Зал (1+2)                                 |
| Грунт (2+3)         | Зал (1+2)                                 |
| Трава (1+4)         | Открытый воздух (9+20)                    |
| Ковёр (0)           | Открытый воздух (9+20)                    |

* количество побед в одиночном разряде + количество побед в парном разряде.
| №   | Дата            | Турнир                  | Покрытие   | Соперница в финале  | Счёт        |
| 1.  | 14 января 2017  | Хобарт, Австралия       | Хард       | Моника Никулеску    | 6-3 6-1     |
| 2.  | 13 января 2018  | Хобарт, Австралия (2)   | Хард       | Михаэла Бузэрнеску  | 6-1 4-6 6-3 |
| 3.  | 15 апреля 2018  | Лугано, Швейцария       | Грунт      | Арина Соболенко     | 7-5 6-2     |
| 4.  | 5 мая 2018      | Рабат, Марокко          | Грунт      | Айла Томлянович     | 6-2 7-6(4)  |
| 5.  | 16 февраля 2019 | Доха, Катар             | Грунт      | Симона Халеп        | 3-6 6-4 6-3 |
| 6.  | 7 февраля 2021  | Мельбурн, Австралия     | Хард       | Кайя Канепи         | 6-4 6-1     |
| 7.  | 9 октября 2022  | Монастир, Тунис         | Хард       | Ализе Корне         | 6-2 6-0     |
| 8.  | 22 октября 2023 | Монастир, Тунис (2)     | Хард       | Жасмин Паолини      | 6-3 6-0     |
| 9.  | 2 февраля 2025  | Сингапур                | Хард (зал) | Энн Ли              | 6-1 6-4     |
| 10. | 15 июня 2025    | Хертогенбос, Нидерланды | Трава      | Елена-Габриэла Русе | 6-3 7-6(4)  |

#### Поражения (6)
| №  | Дата            | Турнир                | Покрытие   | Соперница в финале | Счёт        |
| 1. | 30 апреля 2017  | Стамбул, Турция       | Хард       | Элина Свитолина    | 2-6 4-6     |
| 2. | 16 августа 2020 | Прага, Чехия          | Грунт      | Симона Халеп       | 2-6 5-7     |
| 3. | 15 ноября 2020  | Линц, Австрия         | Хард (зал) | Арина Соболенко    | 5-7 2-6     |
| 4. | 25 апреля 2021  | Стамбул, Турция (2)   | Грунт      | Сорана Кырстя      | 1-6 6-7(3)  |
| 5. | 13 января 2024  | Хобарт, Австралия     | Хард       | Эмма Наварро       | 1-6 6-4 5-7 |
| 6. | 11 января 2025  | Хобарт, Австралия (2) | Хард       | Маккартни Кесслер  | 4-6 6-3 0-6 |

### Финалы турнировWTA 125иITFв одиночном разряде (13)

#### Победы (11)
| Легенда:         |
| ---------------- |
| WTA 125 (0+1)*   |
| 100.000 USD (0)  |
| 75.000 USD (0)   |
| 50.000 USD (2+4) |
| 25.000 USD (2+4) |
| 15.000 USD (0+1) |
| 10.000 USD (7+4) |

| Титулы по покрытиям | Титулы по месту проведения матчей турнира |
| ------------------- | ----------------------------------------- |
| Хард (10+11)*       | Зал (1+3)                                 |
| Грунт (1+3)         | Зал (1+3)                                 |
| Трава (0)           | Открытый воздух (10+11)                   |
| Ковёр (0)           | Открытый воздух (10+11)                   |

* количество побед в одиночном разряде + количество побед в парном разряде.
| №   | Дата             | Турнир                    | Покрытие   | Соперница в финале        | Счёт           |
| 1.  | 21 апреля 2013   | Шарм-эш-Шейх, Египет      | Хард       | Арабела Фернандес Рабенер | 6-4 6-3        |
| 2.  | 20 октября 2013  | Шарм-эш-Шейх, Египет      | Хард       | Клартье Либенс            | 2-6 6-2 6-4    |
| 3.  | 27 октября 2013  | Шарм-эш-Шейх, Египет      | Хард       | Клартье Либенс            | 6-7(0) 6-1 6-3 |
| 4.  | 28 декабря 2013  | Стамбул, Турция           | Хард (зал) | Карен Барбат              | 7-5 4-6 6-4    |
| 5.  | 23 марта 2014    | Понта-Делгада, Португалия | Хард       | Барбара Луш               | 6-2 6-4        |
| 6.  | 8 июня 2014      | Эль-Пасо, США             | Хард       | Эшли Вейнхольд            | 6-1 3-6 6-4    |
| 7.  | 28 июня 2014     | Бангкок, Таиланд          | Хард       | Ли Бэйцзи                 | 6-3 6-2        |
| 8.  | 5 июля 2014      | Бангкок, Таиланд          | Хард       | Нунгнадда Ваннасук        | 6-1 6-1        |
| 9.  | 3 мая 2015       | Пула, Италия              | Грунт      | Ивонн Кавалье Реймерс     | 7-6(6) 6-4     |
| 10. | 3 октября 2015   | Сьюдад-Виктория, Мексика  | Хард       | Амандин Эсс               | 6-4 6-3        |
| 11. | 18 сентября 2016 | Атланта, США              | Хард       | Мелани Уден               | 6-4 6-2        |

#### Поражения (2)
| №  | Дата           | Турнир                 | Покрытие | Соперница в финале | Счёт        |
| 1. | 1 июня 2014    | Хилтон-Хед-Айленд, США | Хард     | Кейтлин Хуриски    | 3-6 6-7(5)  |
| 2. | 25 января 2015 | Дейтона-Бич, США       | Грунт    | Дарья Касаткина    | 2-6 6-4 0-6 |

### Финалы турниров Большого шлема в парном разряде (7)

#### Победы (5)
| №  | Год  | Турнир                           | Покрытие | Партнёр              | Соперницы в финале                   | Счёт        |
| 1. | 2019 | Открытый чемпионат США           | Хард     | Арина Соболенко      | Виктория Азаренко Эшли Барти         | 7-5 7-5     |
| 2. | 2021 | Открытый чемпионат Австралии     | Хард     | Арина Соболенко      | Барбора Крейчикова Катерина Синякова | 6-2 6-3     |
| 3. | 2021 | Уимблдон                         | Трава    | Се Шувэй             | Елена Веснина Вероника Кудерметова   | 3-6 7-5 9-7 |
| 4. | 2024 | Открытый чемпионат Австралии (2) | Хард     | Се Шувэй             | Людмила Киченок Елена Остапенко      | 6-1 7-5     |
| 5. | 2025 | Уимблдон (2)                     | Трава    | Вероника Кудерметова | Елена Остапенко Се Шувэй             | 3-6 6-2 6-4 |

#### Поражения (2)
| №  | Год  | Турнир       | Покрытие | Партнёрша    | Соперницы в финале                   | Счёт    |
| 1. | 2022 | Уимблдон     | Трава    | Чжан Шуай    | Барбора Крейчикова Катерина Синякова | 2-6 4-6 |
| 2. | 2023 | Уимблдон (2) | Трава    | Сторм Хантер | Се Шувэй Барбора Стрыцова            | 5-7 4-6 |

### Финалы Итогового турнираWTAв парном разряде (2)

#### Победа (1)
| №  | Год  | Турнир         | Покрытие   | Партнёрша            | Соперница в финале                   | Счёт           |
| 1. | 2022 | Форт-Уэрт, США | Хард (зал) | Вероника Кудерметова | Барбора Крейчикова Катерина Синякова | 6-2 4-6 [11-9] |

#### Поражение (1)
| №  | Год  | Турнир               | Покрытие | Партнёрша | Соперница в финале                   | Счёт    |
| 1. | 2021 | Гвадалахара, Мексика | Хард     | Се Шувэй  | Барбора Крейчикова Катерина Синякова | 3-6 4-6 |

### Финалы турнировWTAв парном разряде (36)

#### Победы (22)
| №   | Дата             | Турнир                           | Покрытие   | Партнёрша            | Соперницы в финале                         | Счёт           |
| 1.  | 9 января 2016    | Окленд, Новая Зеландия           | Хард       | Ан-Софи Местах       | Данка Ковинич Барбора Стрыцова             | 2-6 6-3 [10-5] |
| 2.  | 23 сентября 2017 | Гуанчжоу, Китай                  | Хард       | Деми Схюрс           | Моника Адамчак Сторм Сандерс               | 6-2 6-3        |
| 3.  | 13 января 2018   | Хобарт, Австралия                | Хард       | Деми Схюрс           | Людмила Киченок Макото Ниномия             | 6-2 6-2        |
| 4.  | 15 апреля 2018   | Лугано, Швейцария                | Грунт      | Кирстен Флипкенс     | Вера Лапко Арина Соболенко                 | 6-1 6-3        |
| 5.  | 16 июня 2018     | Хертогенбос, Нидерланды          | Трава      | Деми Схюрс           | Кики Бертенс Кирстен Флипкенс              | 3-3 — отказ    |
| 6.  | 29 сентября 2018 | Ухань, Китай                     | Хард       | Деми Схюрс           | Андреа Сестини Главачкова Барбора Стрыцова | 6-3 6-3        |
| 7.  | 16 марта 2019    | Индиан-Уэлс, США                 | Хард       | Арина Соболенко      | Барбора Крейчикова Катерина Синякова       | 6-3 6-2        |
| 8.  | 31 марта 2019    | Майами, США                      | Хард       | Арина Соболенко      | Саманта Стосур Чжан Шуай                   | 7-6(5) 6-2     |
| 9.  | 8 сентября 2019  | Открытый чемпионат США           | Хард       | Арина Соболенко      | Виктория Азаренко Эшли Барти               | 7-5 7-5        |
| 10. | 25 октября 2020  | Острава, Чехия                   | Хард (зал) | Арина Соболенко      | Габриэла Дабровски Луиза Стефани           | 6-1 6-3        |
| 11. | 19 февраля 2021  | Открытый чемпионат Австралии     | Хард       | Арина Соболенко      | Барбора Крейчикова Катерина Синякова       | 6-2 6-3        |
| 12. | 25 апреля 2021   | Стамбул, Турция                  | Грунт      | Вероника Кудерметова | Макото Ниномия Нао Хибино                  | 6-1 6-1        |
| 13. | 10 июля 2021     | Уимблдон                         | Трава      | Се Шувэй             | Елена Веснина Вероника Кудерметова         | 3-6 7-5 9-7    |
| 14. | 16 октября 2021  | Индиан-Уэлс, США (2)             | Хард       | Се Шувэй             | Вероника Кудерметова Елена Рыбакина        | 7-6(1) 6-3     |
| 15. | 19 февраля 2022  | Дубай, ОАЭ                       | Хард       | Вероника Кудерметова | Людмила Киченок Елена Остапенко            | 6-1 6-3        |
| 16. | 7 ноября 2022    | Итоговый турнир WTA              | Хард (зал) | Вероника Кудерметова | Барбора Крейчикова Катерина Синякова       | 6-2 4-6 [11-9] |
| 17. | 20 мая 2023      | Рим, Италия                      | Грунт      | Сторм Хантер         | Кори Гауфф Джессика Пегула                 | 6-4 6-4        |
| 18. | 23 сентября 2023 | Гвадалахара, Мексика             | Хард       | Сторм Хантер         | Габриэла Дабровски Эрин Рутлифф            | 3-6 6-2 [10-4] |
| 19. | 28 января 2024   | Открытый чемпионат Австралии (2) | Хард       | Се Шувэй             | Людмила Киченок Елена Остапенко            | 6-1 7-5        |
| 20. | 16 марта 2024    | Индиан-Уэлс, США (3)             | Хард       | Се Шувэй             | Катерина Синякова Сторм Хантер             | 6-3 6-4        |
| 21. | 23 июня 2024     | Бирмингем, Великобритания        | Трава      | Се Шувэй             | Мию Като Чжан Шуай                         | 6-1 6-3        |
| 22. | 13 июля 2025     | Уимблдон (2)                     | Трава      | Вероника Кудерметова | Елена Остапенко Се Шувэй                   | 3-6 6-2 6-4    |

#### Поражения (14)
| №   | Дата             | Турнир                        | Покрытие | Партнёрша            | Соперницы в финале                   | Счёт                |
| 1.  | 30 апреля 2017   | Стамбул, Турция               | Грунт    | Николь Мелихар       | Надежда Киченок Далила Якупович      | 6-7(6) 2-6          |
| 2.  | 23 июля 2017     | Бухарест, Румыния             | Грунт    | Деми Схюрс           | Ирина-Камелия Бегу Ралука Олару      | 3-6 3-6             |
| 3.  | 24 июня 2018     | Бирмингем, Великобритания     | Трава    | Деми Схюрс           | Тимея Бабош Кристина Младенович      | 6-4 3-6 [8-10]      |
| 4.  | 18 августа 2018  | Цинциннати, США               | Хард     | Деми Схюрс           | Луция Градецкая Екатерина Макарова   | 2-6 5-7             |
| 5.  | 28 сентября 2019 | Ухань, Китай                  | Хард     | Арина Соболенко      | Дуань Инъин Вероника Кудерметова     | 6-7(3) 2-6          |
| 6.  | 17 ноября 2021   | Итоговый турнир WTA           | Хард     | Се Шувэй             | Барбора Крейчикова Катерина Синякова | 3-6 4-6             |
| 7.  | 25 февраля 2022  | Доха, Катар                   | Хард     | Вероника Кудерметова | Кори Гауфф Джессика Пегула           | 6-3 5-7 [5-10]      |
| 8.  | 3 апреля 2022    | Майами, США                   | Хард     | Вероника Кудерметова | Вера Звонарёва Лаура Зигемунд        | 6-7(3) 5-7          |
| 9.  | 11 июня 2022     | Хертогенбос, Нидерланды       | Трава    | Вероника Кудерметова | Тамара Зиданшек Эллен Перес          | 3-6 7-5 [10-12]     |
| 10. | 19 июня 2022     | Бирмингем, Великобритания (2) | Трава    | Чжан Шуай            | Людмила Киченок Елена Остапенко      | Без игры            |
| 11. | 10 июля 2022     | Уимблдон                      | Трава    | Чжан Шуай            | Барбора Крейчикова Катерина Синякова | 2-6 4-6             |
| 12. | 16 июля 2023     | Уимблдон (2)                  | Трава    | Сторм Хантер         | Се Шувэй Барбора Стрыцова            | 5-7 4-6             |
| 13. | 4 мая 2025       | Мадрид, Испания               | Грунт    | Вероника Кудерметова | Анна Калинская Сорана Кырстя         | 7-6(10) 2-6 [10-12] |
| 14. | 18 мая 2025      | Рим, Италия                   | Грунт    | Вероника Кудерметова | Жасмин Паолини Сара Эррани           | 4-6 5-7             |

### Финалы турнировWTA 125иITFв парном разряде (25)

#### Победы (14)
| №   | Дата             | Турнир                    | Покрытие   | Партнёрша          | Соперницы в финале                   | Счёт                 |
| 1.  | 7 апреля 2013    | Шарм-эш-Шейх, Египет      | Хард       | Юстина де Суттер   | Алина Михеева Джиллиан О’Нилл        | 6-1 6-4              |
| 2.  | 27 октября 2013  | Шарм-эш-Шейх, Египет      | Хард       | Сандра Заневская   | Карина Вендитти Валерия Страхова     | 6-4 6-7(5) [12-10]   |
| 3.  | 28 декабря 2013  | Стамбул, Турция           | Хард (зал) | Ипек Сойлу         | Юки Танака Екатерина Яшина           | 6-0 7-6(3)           |
| 4.  | 23 марта 2014    | Понта-Делгада, Португалия | Хард       | Светлана Пироженко | Тереза Маликова Пернилья Мендесова   | 6-1 6-2              |
| 5.  | 15 августа 2014  | Вестенде, Бельгия         | Хард       | Исалин Бонавентюре | Марина Мельникова Евгения Родина     | 6-2 6-2              |
| 6.  | 24 августа 2014  | Ванферсе-Боле, Бельгия    | Грунт      | Деми Схюрс         | Татьяна Буа Даниэла Сегель           | 6-2 6-3              |
| 7.  | 2 ноября 2014    | Шарм-эш-Шейх, Египет      | Хард       | Аличе Маттеуччи    | Йоана Лоредана Рошка Юлия Терзийская | 6-7(1) 7-6(4) [10-6] |
| 8.  | 5 июля 2015      | Денен, Франция            | Грунт      | Ипек Сойлу         | Ксения Кнолль Флоренсия Молинеро     | 7-6(3) 6-3           |
| 9.  | 9 августа 2015   | Коксейде, Бельгия         | Грунт      | Деми Схюрс         | Юстина Егёлка Шеразад Ре             | 6-3 6-2              |
| 10. | 26 сентября 2015 | Монтеррей, Мексика        | Хард       | Исалин Бонавентюре | Марина Мельникова Мэнди Минелла      | 6-4 3-6 [11-9]       |
| 11. | 3 октября 2015   | Сьюдад-Виктория, Мексика  | Хард       | Исалин Бонавентюре | Мария Иригойен Барбора Крейчикова    | 6-4 4-6 [10-6]       |
| 12. | 31 января 2016   | Андрезье-Бутеон, Франция  | Хард (зал) | Ан-Софи Местах     | Виктория Голубич Ксения Кнолль       | 6-4 3-6 [10-7]       |
| 13. | 30 октября 2016  | Тампико, Мексика          | Хард       | Михаэла Бузэрнеску | Усве Майтане Арконада Кэти Суон      | 6-0 6-2              |
| 14. | 20 ноября 2016   | Лимож, Франция            | Хард (зал) | Мэнди Минелла      | Рената Ворачова Анна Смит            | 6-4 6-4              |

#### Поражения (11)
| №   | Дата             | Турнир                  | Покрытие    | Партнёрша                 | Соперницы в финале                        | Счёт            |
| 1.  | 26 января 2014   | Тинахо, Испания         | Хард        | Арабела Фернандес Рабенер | Дебора Кьеза Юлиана Лисарасо              | 2-6 6-3 [11-13] |
| 2.  | 2 февраля 2014   | Тинахо, Испания         | Хард        | Арабела Фернандес Рабенер | Йоана Лоредана Рошка Хикари Ямамото       | 1-6 1-6         |
| 3.  | 9 февраля 2014   | Тинахо, Испания         | Хард        | Бернисе ван де Велде      | Лу Цзяцзин Петра Янускова                 | 5-7 7-5 [6-10]  |
| 4.  | 12 октября 2014  | Монтеррей, Мексика      | Хард        | Аранча Рус                | Лурдес Домингес Лино Мариана Дуке Мариньо | 3-6 6-7(4)      |
| 5.  | 22 ноября 2014   | Нью-Дели, Индия         | Хард        | Марина Мельникова         | Лу Цзяцзин Лю Чан                         | 3-6 0-6         |
| 6.  | 25 января 2015   | Дейтона-Бич, США        | Грунт       | Аранча Рус                | Джан Абаза Саназ Маранд                   | 4-6 6-3 [6-10]  |
| 7.  | 14 ноября 2015   | Дубай, ОАЭ              | Хард        | Ипек Сойлу                | Чагла Бююкакчай Мария Саккари             | 6-7(6) 4-6      |
| 8.  | 22 ноября 2015   | Тайбэй, Тайвань         | Ковёр (зал) | Марина Мельникова         | Котоми Такахата Канаэ Хисами              | 1-6 2-6         |
| 9.  | 10 апреля 2016   | Чханвон, Южная Корея    | Хард        | Лу Цзяцзин                | Хан На Рэ Ю Ми                            | 6-4 3-6 [7-10]  |
| 10. | 14 августа 2016  | Салунга-Лендисвиль, США | Хард        | Ан-Софи Местах            | Фрейя Кристи Лора Робсон                  | 3-6 4-6         |
| 11. | 25 сентября 2016 | Альбукерке, США         | Хард        | Мэнди Минелла             | Михаэлла Крайчек Мария Санчес             | 2-6 4-6         |

## История выступлений на турнирах
По состоянию на 2 декабря 2024 года
Для того, чтобы предотвратить неразбериху и удваивание счета, информация в этой таблице корректируется только по окончании турнира или по окончании участия там данного игрока.
| Турнир                       | 2015  | 2016  | 2017          | 2018          | 2019          | 2020          | 2021          | 2022          | 2023          | 2024  | Итог   | В/П за карьеру |
| ---------------------------- | ----- | ----- | ------------- | ------------- | ------------- | ------------- | ------------- | ------------- | ------------- | ----- | ------ | -------------- |
| Турниры Большого шлема       |       |       |               |               |               |               |               |               |               |       |        |                |
| Открытый чемпионат Австралии | -     | К     | -             | 1/2           | 3Р            | 4Р            | 4Р            | 4Р            | 3Р            | 2Р    | 0 / 7  | 19-7           |
| Открытый чемпионат Франции   | -     | К     | 3Р            | 4Р            | 3Р            | 3Р            | 3Р            | 4Р            | 4Р            | 3Р    | 0 / 8  | 18-8           |
| Уимблдонский турнир          | К     | К     | 1Р            | 3Р            | 4Р            | НП            | 3Р            | 4Р            | 2Р            | 2Р    | 0 / 7  | 12-7           |
| Открытый чемпионат США       | К     | 1Р    | 1Р            | 4Р            | 1/4           | 1/4           | 4Р            | 1Р            | 3Р            | 4Р    | 0 / 9  | 19-9           |
| Итог                         | 0 / 0 | 0 / 1 | 0 / 3         | 0 / 4         | 0 / 4         | 0 / 3         | 0 / 4         | 0 / 4         | 0 / 4         | 0 / 4 | 0 / 31 |                |
| В/П в сезоне                 | 0-0   | 0-1   | 2-3           | 13-4          | 11-4          | 9-3           | 10-4          | 8-4           | 8-4           | 7-4   |        | 68-31          |
| Олимпийские игры             |       |       |               |               |               |               |               |               |               |       |        |                |
| Летняя олимпиада             | НП    | -     | Не проводился | Не проводился | Не проводился | Не проводился | 1Р            | Не проводился | Не проводился | -     | 0 / 1  | 0-1            |
| Итоговые турниры             |       |       |               |               |               |               |               |               |               |       |        |                |
| Трофей элиты                 | -     | -     | -             | Группа        | Группа        | Не проводился | Не проводился | Не проводился | -             | НП    | 0 / 2  | 2-2            |

К — проигрыш в квалификационном турнире.
| Турнир                       | 2016  | 2017          | 2018          | 2019          | 2020          | 2021  | 2022          | 2023          | 2024   | Итог   | В/П за карьеру |
| ---------------------------- | ----- | ------------- | ------------- | ------------- | ------------- | ----- | ------------- | ------------- | ------ | ------ | -------------- |
| Турниры Большого шлема       |       |               |               |               |               |       |               |               |        |        |                |
| Открытый чемпионат Австралии | -     | 2Р            | 1Р            | 3Р            | 1/4           | П     | 1/2           | 1/4           | П      | 2 / 8  | 24-6           |
| Открытый чемпионат Франции   | -     | 1Р            | 1Р            | 1/2           | 2Р            | 3Р    | 3Р            | 3Р            | 2Р     | 0 / 8  | 12-8           |
| Уимблдонский турнир          | 2Р    | 3Р            | 3Р            | 1/4           | НП            | П     | Ф             | Ф             | 1/2    | 1 / 8  | 27-7           |
| Открытый чемпионат США       | -     | 2Р            | 1/4           | П             | 1/4           | 1/4   | 2Р            | 1Р            | 1Р     | 1 / 8  | 16-6           |
| Итог                         | 0 / 1 | 0 / 4         | 0 / 4         | 1 / 4         | 0 / 3         | 2 / 4 | 0 / 4         | 0 / 4         | 1 / 4  | 4 / 32 |                |
| В/П в сезоне                 | 1-1   | 4-4           | 5-4           | 15-3          | 6-3           | 16-2  | 12-3          | 9-4           | 11-3   |        | 79-27          |
| Олимпийские игры             |       |               |               |               |               |       |               |               |        |        |                |
| Летняя олимпиада             | -     | Не проводился | Не проводился | Не проводился | Не проводился | 1Р    | Не проводился | Не проводился | -      | 0 / 1  | 0-1            |
| Итоговые турниры             |       |               |               |               |               |       |               |               |        |        |                |
| Итоговый турнир WTA          | -     | -             | Группа        | Группа        | НП            | Ф     | П             | 1/2           | Группа | 1 / 6  | 13-8           |